# Strävt flagskinn
Strävt flagskinn (Ceraceomyces cystidiatus) är en svampart som först beskrevs av J. Erikss. & Hjortstam, och fick sitt nu gällande namn av Hjortstam 1973. Strävt flagskinn ingår i släktet Ceraceomyces och familjen Amylocorticiaceae.  Arten är reproducerande i Sverige. Inga underarter finns listade i Catalogue of Life.